# Sus ojos se cerraron y el mundo sigue andando
 Sus ojos se cerraron y el mundo sigue andando és una pel·lícula de l'Argentina filmada en colors dirigida per Jaime Chávarri amb guió original de Raúl Brambilla i Oscar Plasència, que es va estrenar a Espanya el 23 de gener de 1998 i a l'Argentina el 9 d'abril del mateix any; va tenir com a actors principals a Darío Grandinetti, Aitana Sánchez Gijón, Juan Echanove i Ulises Dumont.

## Sinopsi
Quan Renzo Franchi, un fosc cantor de tangos de 1933, s'enamora d'una bella jove espanyola admiradora de Carlos Gardel, la seva veu es transforma en la de l'admirat cantor.

## Repartiment
- Darío Grandinetti …Renzo Franchi/Carlos Gardel
- Aitana Sánchez Gijón …Juanita
- Juan Echanove …Gustavo
- Ulises Dumont …Aníbal
- Pepe Soriano …Pepe
- Raúl Brambilla …Alfredo Le Pera
- Cecilia Milone…Donar misteriosa
- Virginia Innocenti
- Ramón Rivero …Dieguito
- Lidia Catalano
- Carlos Carella…Cabache
- Rafael Rojas …Veu de Carlos Gardel
- Claudia Millan
- Chela Ruiz… Mare de Carlos Gardel
- Pía Uribelarrea…Azucena Maizani
- Vera Czemerinski …Acróbata Conventillo
- María Fernández Paroni …Dorita
- Mónica Galán …La Turca
- Nelly Fontán …Doña Martha
- Bibiana Aflalo …Nancy
- Noemí Granata …Dueña Taller de Costura
- Alfredo Allende …Mestre de Cerimònies
- Inés Arce …Pordiosera
- Patricia Baños …Vídua López Thompson
- Damián Boggio …Grum
- Óscar Gabriel Cammarota …Pianista Prostíbul
- Martín Coria …Colombià 1
- Julio Cabrera …Colombià 2
- Hugo Álvarez …Policia colombià
- Bettina Hudson  …Veïna Conventillo
- Omar Pini …Veí Conventillo
- Santiago Escalante …Traficant
- Harry Havilio …Maitre
- Derli Prada  …amo Bar 1
- Elvio Nessier …Amo Bar 2
- Ruben Horacio Serra …Bandoneonista Cordobés
- Nelly Tesolín …Sra. Crespi

## Comentaris
J. A. Jiménez de Las Heras a Dirigido, de Barcelona va escriure:
| « | «Podia haver-se decantat per l'esperpent, però aposta pel sentimentalisme melodramàtic amb pretesos tocs d'humor.» | » |

El País va escriure: 
| « | «Un excel·lent musical que se situa tant al capdavant dels realitzats per ell (Chávarri) com entre els millors produïts a Espanya al llarg de la seva història» | » |

La Nación va opinar:
| « | «Chávarri va manejar amb mà mestra aquesta espècie de meravella que brolla de la quotidianitat.» | » |

Enrique Fernánez Lópiz a Ojo Crítico va dir: 
| « | «…una excel·lent pel·lícula…una direcció de gran qualitat…Té una bona fotografia…i una música sustentada en tangos molt coneguts…va ser rodada amb so directe, la qual cosa la dignifica; i té una posada en escena i una ambientació de l'època, excel·lent…. El repartiment fa una gran feina...Grandinetti fa de veritable i fals Gardel amb gran credibilitat i un geni natural, i ens sembla estar veient al gran entre els grans tangueros. Aitana Sánchez-Gijón interpreta d'allò més bé a la “gallega” típica que treballa de costurera a Buenos Aires i viu de les fantasies...Juan Echanove interpreta com ell sap, de pobre perdedor en la història amorosa i guitarrista en el grup. Ulisses Dumont toca el bandoneón i fa un esplèndid rol; i al costat d'ells altres actors de qualitat… En definitiva: superbes interpretacions de l'elenc de protagonistes… aquest drama amb traces de musical té els seus punts molt interessants d'interès, pel seu to sorprenent i fins i tot una miqueta surrealista entorn de la vida i obra del arxifamós Gardel i la seva mort en accident d'avió. Com diu Torres, es tracta d'un “Excel·lent musical amb 14 tangos integrats en una intensa i dramàtica història d'amor, amb grans interpretacions i una pirueta dramàtica sobre el tràgic final del gran cantant Carlos Gardel“...Chavarri sap donar una probable versió fantàstica al que va poder ser el seu final sense final, és a dir, com que no va morir en aquell fatídic accident d'aeronàutic.» | » |

## Premis i nominacions
Asociación de Cronistas Cinematográficos de la Argentina, Premis Cóndor de Plata 1999
- Darío Grandinetti, guanyador del Premi al Millor Actor.
- Oscar Plasència i Raúl Brambilla guanyadors del Premi al Millor Guió Original.
- Aitana Sánchez-Gijón, nominada al Premi a la Millor Actriu.
- Ulisses Dumont, nominat al Premi al Millor Actor de Repartiment
- Luis María Serra, nominat al Premi a la Millor Música
- Daniel Feijoó, nominat al Premi a la Millor Escenografia.

Fotogramas de Plata 1998
- Aitana Sánchez-Gijón, nominada al Premi a la Millor Actriu de Cinema.

Festival Tolosa Cinespaña 1998
- Jaime Chávarri guanyador del premi Violette d'Or.